# Poplaca
Poplaca (in ungherese Popláka, in tedesco Gunzendorf) è un comune della Romania di 1729 abitanti, ubicato nel distretto di Sibiu, nella regione storica della Transilvania. 
Di un certo interesse è la chiesa ortodossa di S. Giovanni Battista (Sfântul Ioan Botezătorul), costruita nel 1793 e restaurata e consolidata nel 1956.